# Florin Vasiliu (actor)
Florin Vasiliu (n. 2 martie 1926, Iași, România) este un actor român de teatru și film.

## Teatru radiofonic
- Analfabetul - Branislav Nușici
- Doctor în filosofie – Branislav Nușici
- La un pas de moarte - Ilf și Petrov
- Lozul cel mare - Shalom Alehem
- Lupii și oile - Aleksandr N.Ostrovski
- Moștenitorii - Branislav Nușici
- Pușculița - Eugene Labiche
- Privighetoarea - H.C. Andersen
- Slugă la doi stăpâni - Carlo Goldoni

## Filmografie
- Afacerea Protar (1956) - Voicu
- Telegrame (1960) - Turturel
- Politică cu... delicatese (sm, 1964)
- De-aș fi... Harap Alb (1965) - Setilă
- Comedie fantastică (1975)
- Tufă de Veneția (1977)
- Melodii, melodii (1978) - Ion Ionescu, directorul OSB
- Am o idee!... (1981)
- Ștefan Luchian (1981)

## Distincții
- Medalia Muncii (6 august 1956) „cu ocazia împlinirii a cinci ani de activitate a Teatrului Tineretului și pentru merite deosebite în activitatea artistică”[1]
- Ordinul „Meritul Cultural” clasa a V-a (6 noiembrie 1967) „pentru merite deosebite în domeniul artei dramatice”[2]